# Kurská magnetická anomálie

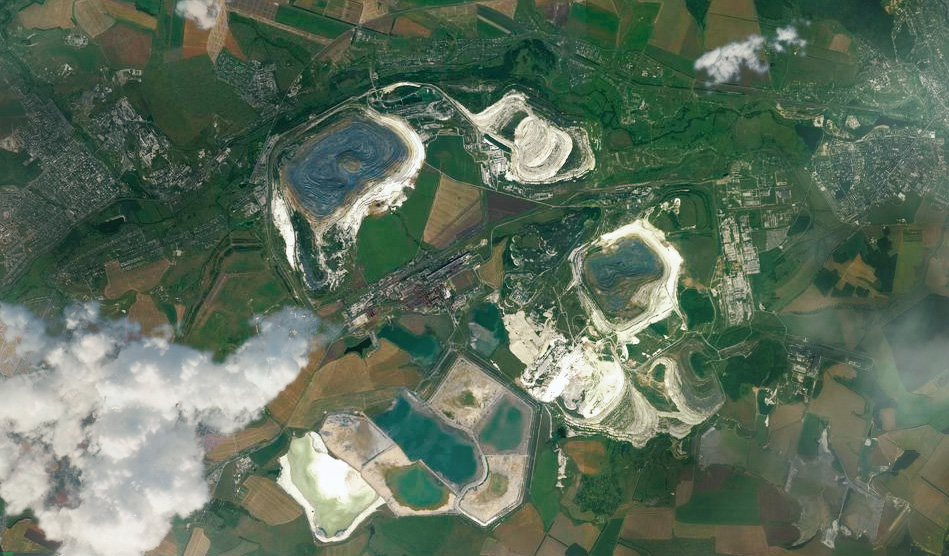
Povrchové doly na železnou rudu mezi městy Gubkin a Staryj Oskol

Kurská magnetická anomálie (rus. Курская магнитная аномалия) často označovaná zkratkou KMA je magnetická anomálie v Ruské federaci; je bohatá na železnou rudu.
Zabírá části Kurské, Bělgorodské, a Orelské a Voroněžské oblasti, samotná Kurská pánev přesahuje i do dalších oblastí a její plocha je asi 160 000 km². Ložiska se nachází v linii dlouhé asi 850 a široké přibližně 40 – 100 km. Jižně pokračuje do obdobných ložisek u Kremenčuku a dále až do oblasti kryvorižské rudní zóny. Kurská magnetická anomálie je největší magnetickou anomálií zaznamenanou na Zemi.
Anomálie byla objevena již v roce 1773 při mapování oblasti astronomem a členem Ruské akademie věd P. B. Inochodcevem. V roce 1874 zde geomagnetická měření prováděl docent Univerzity v Kazani N. Smirnov, v roce 1883 provedl sérii 71 měření N. Pilčikov a poprvé vyslovil domněnku o původu této magnetické anomálie a příčinné souvislosti s předpokládaným obrovským ložiskem železné rudy. Za to získal v roce 1884 stříbrnou medaili Ruské geografické společnosti.
Významná ložiska páskovaných železných rud však byla objevena až ve 20. a 30. letech 20. století při výzkumech státní komise (ОККМА) vedené Ivanem Gubkinem, jejímž cílem však původně byla ropa.

## Geologie
Kurská magnetická anomálie se nachází v prekambrickém Voroněžském masivu. Většina jeho prekambrických hornin je pod ním hluboce pochovaná, jeho východní část však vychází na povrch v údolí řeky Don. Kurská skupina geologicky odpovídá horninám Kryvorižské skupiny, její horniny jsou však intenzivněji přeměněny. Na zvrásněné prekambrické horniny nasedá na severu devon, na jihu karbon a ve středu oblasti jura.
Rudné polohy reprezentují železité kvarcity, které tvoří střední formaci, obklopené krystalickými břidlicemi, rulami, polohami vápenců a granitoidních intruzí vrchní a spodní formace. Vrchní formaci tvoří diskordantně nasedající fylity, slepence a vápence. Horizonty na rudu bohatých hornin jsou asi 200 m mocné a nacházejí se v hloubkách od 30 do 350 m pod povrchem. V jejich podloží lze najít přeměněné pískovce, fylity a svory, ruly a migmatity spodní formace. Celá oblast je intenzivně zvrásněná a postižená zlomovou tektonikou. Nejvýznamnějšími rudami jsou magnetit, hematit a siderit. Ruda obsahuje průměrně od 26 do 46 % železa. V regionu se podle dnešních představ nachází asi 25 Mt středně kvalitní rudy s obsahem Fe 32-37 % a 30 megatun rud s obsahem 52-66 % Fe. Situovány jsou ve dvou rovnoběžných od severozápadu k jihovýchodu se táhnoucích pruzích. Východní 1 – 60 kilometrů široký pás se táhne asi 400 km mezi městy Valujky na jihovýchod k Starému Oskolu, Ščigrám a východně od Kurska k městu Orel. Západní pás je asi 600 km dlouhý a 2 – 40 km široký, táhne se od města Volčansk na jih k Bělgorodu, Lgovu a západně od Kurska k Boljatinu na severu.

## Těžba
Poprvé zde byla železná ruda objevena 7. dubna 1923 v blízkosti města Ščigry v hloubce 167 metrů. V roce 1935 se začalo s ražbou prvních ověřovacích štol, těžba poté hlubinným způsobem pokračovala a v listopadu téhož roku bylo vytěženo prvních 35 tun rudy. Ve čtyřicátých a počátkem let padesátých let průzkum pokračoval. Odkrytí většiny povrchových dolů spadá až do tohoto období. První kombinát k úpravě rudy byl uveden do provozu v roce 1956.
Území Kurské anomálie je rozděleno na několik báňských oblastí, některé z nich se vymykají administrativnímu dělení. Jde o Lebedinskou, Michajlovskou, Stojlenskou, Korobkovskou, Jakovlevskou, Pogremeckou, Novojaltijskou a Bolšetrojskou oblast. Významnými horními a zpracovatelskými městy jsou zde Gubkin, Železnogorsk, Staryj Oskol, Strojitěl, Šebekino, Dimitrovsk a další. Ruda se zde těží převážně povrchovým způsobem (Stojlenská, Lebedinská a Michajlovská rudní oblast), ale např. v Korobkovské rudní oblasti se těží hlubinným způsobem.
Největším povrchovým dolem je v současnosti Lebedinskij u Gubkina. Má hloubku 350 metrů (z toho téměř 150 pod úrovní moře), od roku 1971 tu byla vytěžena více než miliarda tun železné rudy.